# Huntington (Texas)
Huntington és una ciutat al Comtat d'Angelina a l'estat de Texas. Segons el cens del 2000 tenia 2.068 habitants.

## Demografia
Segons el cens del 2000, Huntington tenia 2.068 habitants, 757 habitatges, i 560 famílies. La densitat de població era de 292,5 habitants per km².
Dels 757 habitatges en un 41,2% hi vivien nens de menys de 18 anys, en un 52,8% hi vivien parelles casades, en un 17,3% dones solteres, i en un 25,9% no eren unitats familiars. En el 23,9% dels habitatges hi vivien persones soles el 12,5% de les quals corresponia a persones de 65 anys o més que vivien soles. El nombre mitjà de persones vivint en cada habitatge era de 2,73 i el nombre mitjà de persones que vivien en cada família era de 3,25.
Per edats la població es repartia de la següent manera: un 32% tenia menys de 18 anys, un 9,9% entre 18 i 24, un 26,3% entre 25 i 44, un 19,6% de 45 a 60 i un 12,2% 65 anys o més.
L'edat mediana era de 32 anys. Per cada 100 dones de 18 o més anys hi havia 82,8 homes.
La renda mediana per habitatge era de 28.986 $ i la renda mediana per família de 31.953 $. Els homes tenien una renda mediana de 27.338 $ mentre que les dones 19.554 $. La renda per capita de la població era d'11.989 $. Aproximadament el 20,1% de les famílies i el 23,4% de la població estaven per davall del llindar de pobresa.

## Poblacions properes
El següent diagrama mostra les poblacions més properes.